# Джордж Бъркли
Вижте пояснителната страница за други личности с името Бъркли.
Джордж Бъркли (на английски: George Berkeley; на латински: Georgius Berkeley) е британски философ-емпирик и математик от ирландски произход. Един от видните представители на класическия идеализъм. Приживе се слави като един от най-ерудираните умове на своето съвремие.
Наричан е „предшественик на Айнщайн и Мах“, защото два века преди появата на физическите теории на Айнщайн и Ернст Мах, той опровергава Теорията за абсолютното пространство и време.

## Биография
Роден е на 12 март 1685 година в Томастаун, графство Килкени, Ирландия. След като завършва Тринити колидж в Дъблин през 1707 г., остава като преподавател в колежа.
През 1710 година е ръкоположен за свещеник в Англиканската църква. Година по-рано издава „Есе към новата теория на визията“, а на следващата година и основния си труд „Трактат за принципите на човешкото познание“. През 1714 г. заминава за Лондон, където попада в най-елитния интелектуален кръг. Следват години, през които пътува из Европа, най-вече в Италия и Франция, където се среща с изкуството на Ренесанса и мисълта на Просвещението.
През 1724 г. става епископ и декан на колежа в Дери. Запален е от идеята за мисионерство – иска да основе училище за туземците на Бермудските острови и т.н., но всички негови идеи в това отношение остават нереализирани.
В последните години от живота си, докато заема различни църковни и обществени постове, епископ Бъркли, освен с философия, се занимава много и с благотворителна дейност.
Умира на 14 януари 1753 година в Оксфорд на 67-годишна възраст.

## Философия
Често Бъркли се определя като един от най-ярките противници на материализма в историята на философията, но в същото време и като философ-рационалист. Наистина, той успешно използва слабите моменти в материалистичната философия на Джон Лок (чиито емпиризъм до последно оказва върху него силно влияние), за да изгради своите тези и да отхвърли съответстващите им антитези. Според други определения Бъркли е рационалист, емпирик, субективен идеалист – всички тези термини са твърде спорни, доколкото синонимията между „материализъм“, „емпиризъм“ и „рационализъм“ се мени през различните епохи.
Всъщност Бъркли се опитва да превъзмогне и обори модерния по негово време скептицизъм, като в основата на философските си разсъждения стои именно на скептични позиции. Оттам нататък Бъркли смята, че обектът (като Божие творение) сам по себе си (res in se) е непознаваем и е достъпен и е познаваем единствено на базата на човешките чувствено-сетивни възприятия. Сентенцията „Esse est percipi“ (съществуването е усещане) е лайтмотив във философията на Бъркли, който смята, че реалното съществуване на обектите се дължи именно на тяхното възприемане. Над тези възприятия и възможности стои духът, който ги контролира и дава тяхната реалност.
Всичко съществуващо е комплекс от идеи, които сами по себе си са непроменливи, неактивни, единствено духът е този, който може да борави с тях и да създава многообразието на видимите явления. Оттук видимата природа се схваща като дейност и проява на духа и съзнанието и няма независимо битие извън тях – следователно материалното и външното не може да бъде познато извън опита, който обаче е субективен. Самият комплекс от идеи, доколкото е познаваем и споделен, се крепи на възприятието на Световния Дух (в случая – синоним на Бога). Извън това възприятие съществуват отделни духове, които възприемат едно или друго материално или нематериално явление.

## По-важни творби
- Опит върху една нова теория на зрението (1709)
- Трактат за принципите на човешкото познание (1710)
- Три диалога между Хилас и Филонус (1713)

На български език съчинения на Бъркли са издадени в два тома през 1992 – 7 г.